# Cẩm Việt
Cẩm Việt là một xã thuộc huyện Thanh Hà, tỉnh Hải Dương, Việt Nam.

## Địa lý
Xã Cẩm Việt có diện tích 12,04 km², dân số năm 2022 là 13.867 người, mật độ dân số đạt 1.151 người/km².

## Lịch sử
Ngày 24 tháng 10 năm 2024, Ủy ban Thường vụ Quốc hội ban hành Nghị quyết số 1250/NQ-UBTVQH15 về việc sắp xếp đơn vị hành chính cấp xã của tỉnh Hải Dương giai đoạn 2023 – 2025 (nghị quyết có hiệu lực từ ngày 1 tháng 12 năm 2024). Theo đó, thành lập xã Cẩm Việt thuộc huyện Thanh Hà trên cơ sở toàn bộ 5,79 km² diện tích tự nhiên, quy mô dân số là 5.130 người của xã Việt Hồng và toàn bộ 6,25 km² diện tích tự nhiên, quy mô dân số là 8.737 người của xã Cẩm Chế.
Xã Cẩm Việt có 12,04 km² diện tích tự nhiên và quy mô dân số là 13.867 người.